# Codonopsis rosulata
Codonopsis rosulata är en klockväxtart som beskrevs av William Wright Smith. Codonopsis rosulata ingår i släktet Codonopsis, och familjen klockväxter. Inga underarter finns listade i Catalogue of Life.